# Бристоу, Эрик
Эрик Бристоу (англ. Eric Bristow; 25 апреля 1957, Хакни, Лондонское графство — 5 апреля 2018, Ливерпуль, Северо-Западная Англия), известный под прозвищем The Crafty Cockney — профессиональный игрок в дартс. В 1980-х годах 5 раз становился чемпионом мира в турнирах под эгидой BDO.

## Биография
В 1979 году Бристоу снимался в фильме Стрелы по мотивам Джона Самсона 30-минутный фильм вышел в классическом английском триллере Долгая Страстная пятница.
С 1978 по 1987 год поддерживал хорошие отношения с леди Маурин Флауэрс.
Скончался 5 апреля 2018 года от сердечного приступа.

## Карьера
Свой первый чемпионат мира Бристоу выиграл в 1980 году, в финале победив дартсмена из Лондона Бобби Джорджа. Позже он выиграл чемпионаты мира в 1981, 1984, 1985 и 1986 годов. Его любимым игроком был ровесник снукерист Стив Дэвис. Тем не менее ему также пришлось переносить крупные поражения, когда неизвестный молодой игрок Кейт Дэллер победил его в финале 1983, а годом ранее Стив Брэннан - в 1 раунде. Также он доходил до финала ещё 4 раза до 1991. Пятикратный победитель престижного турнира Winmau World Masters, дважды выиграл News of the World Championship, является одним из трех игроков, кому удалось это дважды подряд.
Своё прозвище Crafty Cockney Бристоу получил в 1976 году, когда посетил один из английских пабов c таким названием.

## Награды
В 1989 году Бристоу был награждён орденом Британской империи за достижения в спорте.

## Выступление на чемпионатах мира
| Год  | Турнир                   | Соперник       | Итог |
| 1980 | Чемпионат мира по дартсу | Бобби Жорж     | 5-3  |
| 1981 | Чемпионат мира по дартсу | Джон Лоу       | 5-3  |
| 1984 | Чемпионат мира по дартсу | Дэйв Уиткомб   | 7-1  |
| 1985 | Чемпионат мира по дартсу | Джон Лоу       | 6-2  |
| 1986 | Чемпионат мира по дартсу | Дэйв Уиткомб   | 6-0  |
| 1987 | Чемпионат мира по дартсу | Джон Лоу       | 6-4  |
| 1989 | Чемпионат мира по дартсу | Джоки Уилсон   | 6-4  |
| 1990 | Чемпионат мира по дартсу | Фил Тейлор     | 6-1  |
| 1991 | Чемпионат мира по дартсу | Дэннис Пристли | 6-0  |